# Medal Florence Nightingale
Medal Florence Nightingale (ang. Florence Nightingale Medal) – najwyższe odznaczenie przyznawane przez Międzynarodowy Komitet Czerwonego Krzyża, ustanowione w 1912, nazwane od Florence Nightingale.
Medalem odznaczane są wykwalifikowane pielęgniarki lub pielęgniarze, a także wolontariusze wykonujący czynności pielęgniarskie. Muszą być oni aktywnymi członkami i regularnymi pomocnikami krajowego komitetu Czerwonego Krzyża i Czerwonego Półksiężyca lub instytucji medycznych bądź pielęgniarskich związanych z tymi organizacjami.
Medal przyznawany jest m.in. za:
- wyjątkową odwagę i poświęcenie się niepełnosprawnym, chorym, rannym wojskowym lub cywilnym ofiarom kataklizmów, wojny lub w czasie pokoju
- za wzorową, przykładną służbę lub twórcze i pionierskie idee w dziedzinie zdrowia publicznego i nauczania pielęgniarstwa

Medal może być również przyznany pośmiertnie, jeżeli osoba proponowana do jego otrzymania zginęła podczas pełnienia obowiązków. Medale przyznawane są co dwa lata, za każdym razem może być przyznanych najwyżej 50 medali.
Pierwszą Polką uhonorowaną Medalem Florence Nightingale była Maria Tarnowska (1923). W 1935 otrzymała go Zofia Szlenkier, w 1946 Anna Rydlówna, a w 2001 Danuta Gałkowa. Do 2011 medal otrzymały 102 Polki. W 2017 do ich grona dołączyła Anna Kaczmarczyk.